# タルボット (フリゲート)
|          | |
| 艦歴     | |
| 発注     | 1963年5月24日 |
| 起工     | 1964年5月4日 |
| 進水     | 1966年1月6日 |
| 就役     | 1967年4月22日 |
| 退役     | 1988年9月30日 |
| その後   | 1994年3月9日にスクラップとして売却 |
| 除籍     | 1993年11月29日 |
| 性能諸元 | |
| 排水量   | 3,426トン |
| 全長     | 414 ft |
| 全幅     | 44 ft |
| 吃水     | 14 ft 6 in (4.4 m) |
| 機関     | フォスター・ホイーラー缶 2基 ゼネラル・エレクトリック式ギアード・タービン 1基 1軸推進、35,000 shp                                                                                            |
| 最大速力 | 27.2ノット (50.4 km/h) |
| 航続距離 | 4,000海里 (7,000 km) |
| 乗員     | 士官14名、兵員214名 |
| 兵装     | Mk 30 12.7cm単装両用砲 1基 ターターミサイルMk 22 単装発射機 1基（ミサイル搭載数16発） Mk 16アスロック対潜ロケット8連装発射機 1基 45.3cm連装対潜魚雷発射機1基 Mk 32 32.4cm3連装魚雷発射管 2基 |
| 搭載機   | SH-2LAMPSヘリ1機 |
| モットー | |

タルボット (USS Talbot, FFG-4) は、アメリカ海軍のミサイルフリゲート。ブルック級ミサイルフリゲートの4番艦。艦名はサイラス・タルボットに因む。その名を持つ艦としては3隻目。

## 艦歴
タルボットは1964年5月4日にメイン州バスのバス鉄工所で起工した。1966年1月6日にフランシス・K・タルボットによって命名、進水し、1967年4月22日に艦長エドウィン・E・ウッズ・ジュニア中佐の指揮下就役した。
7月8日、タルボットはバージニア州ハンプトン・ローズを出航しプエルトリコでの整調およびミサイル公試に向かった。続いて北に向かい、9月16日に母港のロードアイランド州ニューポートに到着する。10月16日から11月18日までバージニア岬沖で特別任務に従事し、翌年の春まで整調後の信頼性試験が行われた。4月後半に大西洋試験海域での砲撃演習および対潜演習を行った後、タルボットは5月に事故を起こした原子力潜水艦スコーピオン (USS Scorpion, SSN-589) の捜索に加わった。その年の残りは大西洋岸およびカリブ海での作戦活動に費やされた。
1969年1月31日、タルボットはニューポートを出航し、地中海での第6艦隊との任務に向かう。7月11日に帰還、ボストン海軍工廠でオーバーホールが行われ、作業は1970年4月1日に完了した。沿岸での活動に従事した後、5月にプエルトリコ沖のミサイル試験場に向かい兵装試験を行った。その後ニューポートで回復訓練を行い、1970年10月28日に地中海に向けて出航、2度目の第6艦隊配備に就く。配備は1971年5月2日にニューポートで完了し、その年の残りは東海岸での活動に従事した。
タルボットは1972年の前半をバハマ諸島沖およびニューイングランド沿岸での Mk48 魚雷の試験に費やした。7月21日にニューポートを出航し、ファラガット (USS Farragut, DDG-37) 、フォレスト・シャーマン (USS Forrest Sherman, DD-931) と共にプエルトリコのルーズベルト・ローズ海軍基地に向かった。同地で26日にレモラ (USS Remora, SS-487) が加わり、部隊は南米大陸を周航する間に、南米7カ国の海軍艦艇と共に共同の作戦活動を行った。タルボットはベネズエラ、ブラジル、ウルグアイ、アルゼンチン、チリ、ペルー、パナマ運河地帯、コロンビアを訪問し、1972年12月3日にニューポートに帰還した。1973年2月15日にボストン海軍造船所に入渠し、オーバーホールは12月14日まで続けられた。
1974年1月5日、タルボットはニューポートを出航し新たな母港のバージニア州ノーフォークに向かった。2月13日から4月29日までフロリダ州ジャクソンビル、グアンタナモ湾、キューバ、プエルトリコのビエケス島沖で訓練を行う。5月にニューポートへ巡航を行い、6月17日にノーフォーク海軍造船所に入渠、オート・メラーラ Mk75 76mm速射砲および Mk92 火器管制システムの試作品が装備された。同砲および火器管制システムはオリバー・ハザード・ペリー級ミサイルフリゲート、ペガサス級ミサイル艇で用いられる物であった。タルボットは10月21日にハンプトン・ローズを出航し、11月12日から12月19日までクレブラ島沖の大西洋艦隊試験海域で新兵装の試験を行った。
評価作業は1975年まで続き、クレブラ島沖での試験作業（ノーフォークでのピュージェット・サウンド (USS Puget Sound, AD-38) による維持作業を含む）、バージニア岬沖での活動および西大西洋での艦隊訓練の3種の活動を交互に行った。評価作業が完了すると、タルボットは6月22日にノーフォークに帰還した。検査および沿岸での活動後、9月15日にノーフォーク海軍造船所に入渠、3ヶ月のオーバーホールが行われ Mk75 76mm速射砲は取り外され、通常の38口径5インチ砲と火器管制システムが取り付けられた。
オーバーホールと回復訓練を1976年の春に完了し、タルボットは6月22日にノーフォークを出航、地中海配備に向かった。6ヶ月の配備にはNATOの演習および様々な港湾訪問が含まれ、タルボットは1977年1月10日にノーフォークに帰還した。配備後の検査および維持作業の後、東海岸沿いの訓練活動を行い、その後1月9日にフィラデルフィア海軍造船所でオーバーホールが行われた。作業は1978年4月7日に完了し、その後は回復訓練と、東海岸およびカリブ海での艦隊演習にその年を費やした。12月6日に出航、イラン革命に伴って緊張の高まる中東へ向かった。1978年の年末をタルボットはペルシャ湾で過ごした。
タルボットは1989年4月にパキスタンに売却された。パキスタン海軍ではフナイン (Hunain, D-164) の艦名で就役した。その後シンガポールでアメリカ合衆国に返還され、1993年11月29日に除籍された。タルボットは1994年3月29日にスクラップとして601,650ドルでトルシャ・インベストメンツ株式会社に売却された。